# Cosmopterix
Cosmopterix is een geslacht van vlinders uit de familie prachtmotten (Cosmopterigidae).

## Soorten
- C. abdita Hodges, 1962
- C. abnormalis (Walsingham, 1897)
- C. aculeata (Meyrick, 1909)
- C. albicaudis (Meyrick, 1932)
- C. anadoxa (Meyrick, 1909)
- C. ancalodes (Meyrick, 1919)
- C. ancistraea Meyrick, 1913
- C. antemidora (Meyrick, 1909)
- C. antichorda Meyrick, 1909
- C. aphranassa (Meyrick, 1926)
- C. apiculata (Meyrick, 1922)
- C. artifica (Meyrick, 1909)
- C. asiatica (Stainton, 1859)
- C. astrapias (Walsingham, 1909)
- C. athesiae Huemer & Koster, 2006
- C. attenuatella (Walker, 1864)
- C. aurella (Bradley, 1957)
- C. bacata Hodges, 1962
- C. bactrophora Meyrick, 1908
- C. bambusae (Meyrick, 1912)
- C. basilisca (Meyrick, 1909)
- C. belonacma (Meyrick, 1909)
- C. bendidia Hodges, 1962
- C. brachyclina (Meyrick, 1933)
- C. calypso (Meyrick, 1919)
- C. callinympha Meyrick, 1913
- C. calliochra (Turner, 1926)
- C. circe Meyrick, 1921
- C. clandestinella (Busck, 1906)
- C. clemensella (Stainton, 1860)
- C. cleophanes Meyrick, 1937
- C. cognita Walsingham, 1891
- C. coryphaea Walsingham, 1908
- C. crassicervicella Chretien, 1896
- C. cuprea (Lower, 1916)
- C. cyclopaea (Meyrick, 1909)
- C. chalcelata (Turner, 1923)
- C. chalybaeella (Walsingham, 1889)
- C. chisosensis Hodges, 1978
- C. chlorochalca (Meyrick, 1915)
- C. chrysobela (Meyrick, 1928)
- C. chrysocrates (Meyrick, 1919)
- C. dacryodes Meyrick, 1910
- C. dalii Agenjo, 1981
- C. damnosa Hodges, 1962
- C. dapifera Hodges, 1962
- C. delicatella (Walsingham, 1889)
- C. diaphora (Walsingham, 1909)
- C. dicacula Hodges, 1962
- C. diplozona Meyrick, 1921
- C. dulcivora (Meyrick, 1919)
- C. ebriola Hodges, 1962
- C. emmolybda Meyrick, 1914
- C. epismaragda Meyrick, 1932
- C. epizona (Meyrick, 1897)
- C. erasmia (Meyrick, 1915)
- C. erethista (Meyrick, 1909)
- C. exiguella ([Denis & Schiffermüller], 1775)
- C. facunda Hodges, 1962
- C. fernaldella (Walsingham, 1882)
- C. flavipes (Turati, 1930)
- C. flavofasciata (Wollaston, 1879)
- C. fulminella (Stringer, 1930)
- C. gemmiferella (Clemens, 1860)
- C. glaucogramma (Meyrick, 1934)
- C. gloriosa (Meyrick, 1922)
- C. gracilens Hodges, 1962
- C. hamifera Meyrick, 1909
- C. heliactis (Meyrick, 1897)
- C. hermsiella (Hering, 1889)
- C. hieraspis (Meyrick, 1924)
- C. holophracta (Meyrick, 1909)
- C. inaugurata (Meyrick, 1922)
- C. ingeniosa Meyrick, 1909
- C. inopis Hodges, 1962
- C. interfracta (Meyrick, 1922)
- C. iphigona (Meyrick, 1915)
- C. irrubricata (Walsingham, 1909)
- C. isoteles (Meyrick, 1919)
- C. isotoma (Meyrick, 1915)
- C. issikiella Kuroko, 1957

- C. labathiella (Viette, 1956)
- C. laetifica (Meyrick, 1909)
- C. lautissimella Amsel, 1968
- C. licnura (Meyrick, 1909)
- C. lienigiella

Gele rietprachtmot Zeller, 1846
- C. ligyrodes (Meyrick, 1915)
- C. luteoapicalis Sinev, 2002
- C. macroglossa Meyrick, 1913
- C. macrula (Meyrick, 1897)
- C. magophila (Meyrick, 1919)
- C. manipularis (Meyrick, 1909)
- C. melanarches (Meyrick, 1929)
- C. minutella (Beutenmüller, 1889)
- C. molybdina Hodges, 1962
- C. montisella (Chambers, 1875)
- C. mystica (Meyrick, 1897)
- C. neodesma (Meyrick, 1915)
- C. nitens (Walsingham, 1889)
- C. nyctiphanes Meyrick, 1915
- C. ochleria (Walsingham, 1909)
- C. opulenta (Braun, 1919)
- C. orichalcea Stainton, 1861
- C. oxyglossa Meyrick, 1909
- C. paltophanes (Meyrick, 1909)
- C. pallifasciella (Snellen, 1897)
- C. panopla (Meyrick, 1909)
- C. pararufella Riedl, 1976
- C. parietariae (Hering, 1931)
- C. pentachorda (Meyrick, 1915)
- C. phaeogastra (Meyrick, 1917)
- C. phaesphora (Turner, 1923)
- C. phengitella (Hübner, 1811)
- C. phragmitidis (Amsel, 1935)
- C. phyllostachysea Kuroko, 1957
- C. plesiasta (Meyrick, 1919)
- C. pulcherrimella (Chambers, 1875)
- C. pulchrimella

Glaskruidprachtmot Chambers, 1875
- C. pustulatella (Snellen, 1897)
- C. pyrozela (Meyrick, 1922)
- C. quadrilineella (Chambers, 1878)
- C. rhabdophanes (Meyrick, 1928)
- C. rufella (Turati, 1927)
- C. salahinella (Chrétien, 1907)
- C. sancti-vincentii (Walsingham, 1892)
- C. scaligera Meyrick, 1909
- C. scirpicola Hodges, 1962
- C. scribaiella

Zwarte rietprachtmot Zeller, 1850
- C. schmidiella Frey, 1856
- C. semnota (Meyrick, 1914)
- C. sibirica Sinev, 1985
- C. similis (Walsingham, 1897)
- C. sinelinea Hodges, 1978
- C. singularis Sinev, 1979
- C. spiculata (Meyrick, 1909)
- C. sublaetifica Inoue et al., 1982
- C. tabellaria Meyrick, 1908
- C. teligera (Meyrick, 1915)
- C. tenax (Meyrick, 1915)
- C. tetragramma (Meyrick, 1915)
- C. tetrophthalma Meyrick, 1921
- C. thrasyzela (Meyrick, 1915)
- C. toraula (Meyrick, 1910)
- C. transcissa Meyrick, 1914
- C. trilopha Meyrick, 1922
- C. turbidella Rebel, 1896
- C. venefica (Meyrick, 1915)
- C. vexillaris (Meyrick, 1909)
- C. victor (Stringer, 1930)
- C. violenta (Meyrick, 1916)
- C. xanthura (Walsingham, 1909)
- C. xuthogastra (Meyrick, 1910)
- C. zathea (Meyrick, 1917)
- C. zenobia (Meyrick, 1921)
- C. zieglerella

Hopprachtmot (Hübner, 1810)